# Bromus exaltatus
Bromus exaltatus är en gräsart som beskrevs av Johann Jakob Bernhardi. Bromus exaltatus ingår i släktet lostor, och familjen gräs. Inga underarter finns listade i Catalogue of Life.